# Кургак-Айрык
Кургак-Айрык (кирг. Кургак-Айрык) — село в Джети-Огузском районе Иссык-Кульской области Кыргызстана. Входит в состав Оргочорского аильного округа. Код СОАТЕ — 41702 210 845 03 0.

## Население
По данным переписи 2009 года, в селе проживало 85 человек.